# St.-Franziskus-Kirche (Riga)

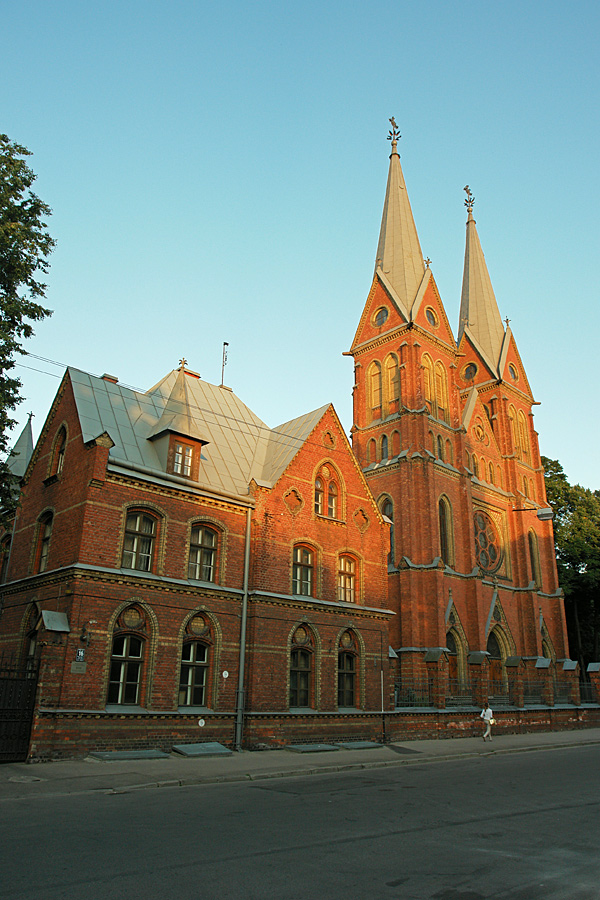
St.-Franziskus-Kirche

Die St.-Franziskus-Kirche (lettisch Svētā Franciska Romas katoļu baznīca) ist eine römisch-katholische Kirche in der Katoļu iela 16 im Rigaer Bezirk Moskauer Vorstadt, Lettland.
Sie wurde im neugotischen Stil errichtet und 1890 eingeweiht. Umgeben ist die Kirche von dem kleinen Park Miera dārzs (lettisch: „Garten des Friedens“), in dem sich die Gebäude der Pfarrei und ein Priesterseminar befinden.

## Bauwerk

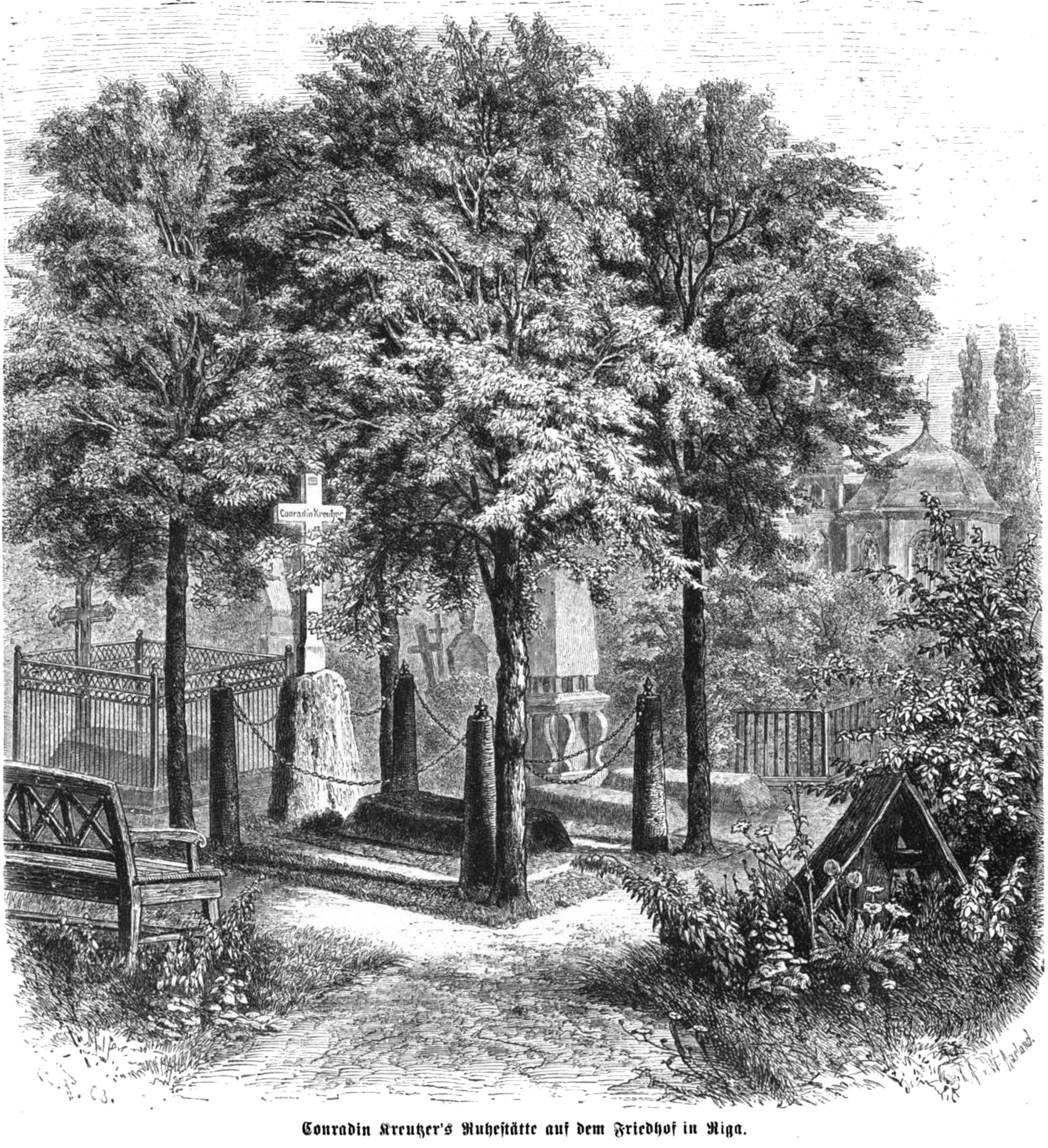
Conradin Kreutzers Grab auf dem Friedhof bei der St.-Franziskus-Kirche in Riga. Die Gartenlaube (1868)

Der Vorgängerbau St.-Franziskus-Kirche war ein katholisches Bethaus für Bestattungen der römisch-katholischen Gemeinde. Auf Initiative von Francisks Afanasovičs (gest. 1923), des Probstes der für das Bethaus zuständigen Mater-Dolorosa-Gemeinde (Sāpju Dievmates draudze), wurde 1888 beschlossen, eine neue Kirche zu errichten. Das Polytechnische Institut in Riga genehmigte den von Afanasovičs selbst stammenden Entwurf für die Kirche und betraute den Architekturstudenten Florian von Viganovsky mit der Durchführung des Bauvorhabens. Am 24. September 1889 wurde der Grundstein gelegt und die Kirche dem heiligen Franziskus geweiht. Das Dach wurde im Jahr 1890 fertiggestellt. Ein Jahr später wurden die Zwillingstürme errichtet (Höhe: 58,4 m), die Fassade gestaltet und ein weiteres Jahr später ging eine moderne Zentralheizungsanlage in Betrieb. Die 43,35 m lange und 22,5 m breite Kirche besteht aus rotem Backstein, für Fenster- und Türeinfassungen sowie das Gesimse wurden gelbe Ziegel verwendet. Türme und Dach sind mit Zinkblech gedeckt.
In den 1930er Jahren wurde um die Kirche eine Mauer gebaut, die nun den Bereich des ehemaligen Friedhofs umgibt. In den 1960er Jahren wurde die Kirche restauriert, wobei man sich am Zustand von 1900 orientierte. Die Zeichnungen der Prototypen wurden der Basilika des Franziskus von Assisi in Italien nachempfunden.
Auf dem Kirchhof befindet sich das Grab des Komponisten Conradin Kreutzer. In den Naturstein, der das schlichte Metallkreuz trägt, wurde später ein Flachrelief mit dem Porträt des Komponisten eingearbeitet.